# Повалення пам'ятників Леніну в Україні (1990—2013)
Повалення пам'ятників Леніну в Україні — демонтаж радянських пам'ятників, які вважають символами тоталітаризму, у період від здобуття незалежності до початку Європейської революції. Тоді в Україні було знесено понад 3200 скульптур засновнику СРСР.

## Обставини знесення
Станом на липень 1990 в Українській РСР пам'ятники Леніну стояли майже в усіх українських містах, містечках, селах, а також на багатьох заводах, підприємствах, у школах і військових частинах тощо. Не було їх лише у трьох районних центрах: Іршава Закарпатської області, Стара Вижівка Волинської області та Шумськ Тернопільської області.
З 1990 рух зі знесення пам'ятників Леніну охопив переважно західні області. Він проводився відкрито, з санкції міських рад, більшість в яких належала націонал-демократичним силам, зокрема Народному рухові України. Відповідно, «демонтаж мав значення символічного акту поривання з комуністичним минулим». Тоді ж, практично відразу після набуття Україною незалежності у Волинській, Івано-Франківській, Львівській, Рівненській та Чернівецькій областях, усі пам'ятники радянським діячам було знято з обліку пам'яток монументального мистецтва. В інших областях цей процес тривав до 2009, а випадки демонтажу в перші роки незалежності були поодинокими і здебільшого стосувалися центральних чи найбільш одіозних пам'ятників .
Того ж (1990) року пам'ятники Леніну демонтували у Тернополі, Коломиї, Надвірній, Бориславі, Дрогобичі, Львові й інших містах Галичини.
У 2009 році Віктор Ющенко підписав указ №432/2009 «Про додаткові заходи щодо вшанування пам'яті жертв Голодомору 1932–1933 років в Україні», одним із положень якого було «вжиття в установленому порядку додаткових заходів щодо демонтажу пам'ятників і пам'ятних знаків, присвячених особам, які причетні до організації та здійснення голодоморів і політичних репресій в Україні, а також щодо перейменування в установленому порядку населених пунктів, вулиць, площ, провулків, проспектів, парків, скверів у населених пунктах України, назви яких пов'язані з іменами таких осіб».

## Хронологія

### 1990—1999
1. 1 серпня 1990 — Червоноград, Львівська область. Вперше в УРСР демонтовано пам'ятник Леніну. Новина облетіла весь СРСР, а завдяки радіо «Свобода» стала відома у світі.[3][6]
2. 8 серпня 1990 — Тернопіль. Демонтовано[3][7].
3. 15 серпня 1990 — Миколаїв, Львівська область. Демонтовано[3].
4. 17 серпня 1990 — Коломия, Івано-Франківська область. Демонтовано[3][8].
5. 28 серпня 1990 — Надвірна, Івано-Франківська область. Демонтовано[3][9].
6. 4 вересня 1990 — Борислав, Львівська область. Демонтовано[3].
7. 5 вересня 1990  — Дрогобич, Львівська область. Демонтовано[3][10].
8. 14 вересня 1990 — Винники, Львівська область Демонтовано.[11]
9. 14 вересня 1990 — Львів. Демонтовано згідно з ухвалою сесії міської Ради. За словами очевидців[неавторитетне джерело], подивитись, як він падає прийшло понад 50 тисяч мешканців міста та приїжджих з околиць[3][12].
10. 17 вересня 1990 — Самбір, Львівська область Демонтовано згідно з ухвалою позачергової сесії міської Ради.[13]
11. 9 жовтня 1990 — Івано-Франківськ. Демонтовано.[14]
12. 27 жовтня 1990 — Косів Івано-Франківська область. Демонтовано.[15]
13. 6 грудня 1990 — Отинія Івано-Франківська область. Демонтовано.[16]
14. 3 серпня 1991 — с. Рясники Гощанського району Рівненської області. Скинуто бюст В. І. Леніна.[17]
15. 25 серпня 1991 — Рівне. Демонтований пам'ятник Леніну в обласному центрі, відбувся 15-тисячний мітинг на честь проголошення Незалежності України.[18]
16. 25 серпня 1991 — Луцьк. Знесено.[19]
17. 30 серпня 1991 — Нововолинськ, Волинська область. Демонтовано за рішенням міської ради.[20]
18. 30 серпня 1991 — Ужгород. Демонтовано.[21]
19. 6 вересня 1991 — Чернівці. На Центральній площі у присутності громадськості знято пам'ятник В. І. Леніну.[22]
20. 12 вересня 1991 — Київ. На Майдані Незалежності демонтовано монумент на честь Жовтневої революції з пам'ятником Леніна.[23]
21. 20 вересня 1991 — Яремче Івано-Франківська область. Демонтовано.[24]
22. 20 травня 1992 — Вінниця. Демонтовано.[25]
23. 18 серпня 1992 — Кам'янець-Подільський Хмельницька область. Демонтовано й відправлено до місцевого автопарку.[26]
24. 2-3 листопада 1992 – Вишгород, Київська область. Демонтовано. [27]

### 2000–2013
1. 13 травня 2004 — Ірпінь, Київська область.[28]
2. 26 жовтня 2007 — Недригайлів, Сумська область.[29]
3. 15 березня 2008 — Боровиця, Чигиринський район, Черкаська область. Звалили з п'єдесталу монумент «вождю світового пролетаріату». Останній в Чигиринському районі.[30]
4. 30 березня 2008 — Миколаївка, Білопільський район, Сумська область. Рішення про демонтаж пам'ятника, який знаходився на балансі ТОВ «Агрофірма „Вікторія“», було прийнято на загальних зборах товариства ще 18 грудня 2007 року. За інформацією Білопільської райдержадміністрації, на місці пам'ятника буде встановлено бюст Героя Соціалістичної праці Івана Мусієнка.[31]
5. 11 червня 2008 — с. Іванівка, Ставищенський район, Київська область. Демонтовано.
6. 14 серпня 2008 — Ставище, Київська область. Демонтовано.[32]
7. 18 листопада 2008 — Суми.[33]
8. 24 листопада 2008 — Кременчук, Полтавська область.[34]
9. 28 листопада 2008 — Черкаси. З центрального майдану (перед будівлею Черкаської облдержадміністрації) було демонтовано пам'ятник В. І. Леніну, що супроводжувалося зруйнуванням скульптури.[35]
10. 9 березня 2009 — Терни, Недригайлівський район, Сумська область. За повідомленням голови Недригайлівської РО НРУ Миколи Лісного у ніч з 9 на 10 березня в селищі Терни, Недригайлівського району Сумської області впав пам'ятник Леніну[36]. Його останки, від пояса і нижче, місцева влада очистила з постаменту[37].
11. 20 березня 2010 — Калинівка, Київська область. Активісти Соціал-націоналістичної асамблеї демонтували монумент Леніну[38].
12. 22 квітня 2010 — Буринь, Сумська область. Монумент, який знаходився поблизу колишнього робітничого клубу цукрового заводу м. Бурині[39].
13. 22 квітня 2010 — Потіївка, Житомирська область. Пам'ятник зруйновано. Потім відновлено[40].
14. 1 травня 2010 — Потіївка, Житомирська область. Пам'ятник зруйновано. Потім 9 травня замість нього встановили перенесений з радгоспу бюст 1933 року[40].
15. 28 червня 2010 — Рені, Одеська область[41].
16. 18 квітня 2011 — Шишаки, Полтавська область.[42].
17. 25 квітня 2011 — Буринь, Сумська область. Невідомі звалили з постаменту і обезголовили пам'ятник Леніну в місті Буринь Сумської області. Перший раз він був звалений у 2010 р. на день народження Володимира Леніна[37][43]. Монумент відновлено у переддень річниці Жовтневого перевороту у листопаді 2011 р.[44]. Остаточно повалено під час Ленінопаду.
18. 7 травня 2011 — Чернігів. Подія сталася в мікрорайоні Чернігова «Шерстянка». При цьому на постаменті замість слова «Ленін» фарбою написали «Янукович»[45].
19. 7 листопада 2011 — Вовковинці, Деражнянський район, Хмельницька область[46].
20. 19 червня 2012 — Шпола, Черкаська область. Відповідно до рішення Шполянської міської ради демонтували пам'ятник Леніну, який стояв на території колишнього цукрового заводу міста. Рішення про демонтаж було ухвалено ще в травні — до Дня пам'ятні жертв політичних репресій в Україні. Планувалось і знести пам'ятник Леніну в центрі міста Шпола[47], але це вдалося лише під час Ленінопаду.
21. 7 лютого 2013 — Херсон.[48]
22. 15 лютого 2013 — Охтирка, Сумська область. Активісти партії «Свобода» на чолі з нардепом Ігорем Мірошниченком зруйнували пам'ятник Володимиру Леніну.[49]
23. 27 червня 2013  — Сміла, Черкаська область.[50]
24. 26 серпня 2013  — Новоград-Волинський, Житомирська область. Демонтовано.[51]
25. 11 вересня 2013  — Узин, Білоцерківський район, Київська область.[52]
26. 19 вересня 2013  — Петракіївка, Полтавська область. 7 помічників народних депутатів України від «Свободи» зруйнували пам'ятник Леніну.[53]

### Точна дата повалення невідома
1. 1993 або 1994  — розтрощено погруддя Леніна у м. Українка, на території військово-спортивного табору НТУУ «КПІ» «Сосновий».
2. 2007 — Зміївка, Херсонська область. Демонтовано з ініціативи панотця Олександра Квітки (УПЦ КП)[54][55]. Так, напередодні візиту до села шведського монарха Карла XVI Густава з головного сільського майдану прибрали пам'ятник Леніну (він був у занедбаному стані, і депутати сільради одноголосно ухвалили його знести). За іншими відомостями, монумент — металічний бюст на центральній вулиці села — викрали[56].
3. липень — 22 листопада 2008 — Овідіополь, Одеська область. У центрі селища знесли монумент Леніну і встановили мармурову дошку жертвам Голодомору 1932–1933 рр.[57]. На початку липня 2008 року розпочалося системне усунення пам'ятників Леніну на півночі Одещини, хоч Овідіопольський монумент було знесено згодом[58]. Та цей монумент уже було замінено пам'ятним знаком жертвам Голодомору станом на 22.11.2008[59].

2007–2009 роки — Новоград-Волинський район Житомирської області
1. листопад 2007 — Ярунь. На місці демонтованого пам'ятника Леніну біля технікуму землевпорядкування Державного агроекологічного університету у 2008 р. було встановлено та відкрито перше в районі погруддя поетеси Лесі Українки, яка народилася у м. Новограді — Волинському[60][61].
2. листопад 2007 — Гірки. На місці демонтованого пам'ятника Леніну — у день храмового свята Івана Богослова відбулося відкриття пам'ятника Оранті — давньохристиянській Богоматері, заступниці людей, покровительці бідних[62].
3. листопад 2007 — Великий Молодьків. У День пам'яті Великого Кобзаря на місті демонтованого пам'ятника Леніну відбулося урочисте відкриття погруддя Тарасу Шевченку. Відкриття було присвячене 195-ій річниці від дня народження великого Кобзаря та до Дня його пам'яті[63].
4. листопад 2007 — Повчине. Рішенням сесії Повчинської сільської ради проведено демонтаж пам'ятників Леніну.
5. січень 2008 — Тупальці. Рішенням Тупалецької сільської ради демонтовано пам'ятника Леніну біля клубу в селі Тупальці.
6. червень 2008 — Жолобне. Рішенням сесії Жолобненської сільської ради проведено демонтаж погруддя Леніна.
7. червень 2008 — Крайня Деражня. Рішенням сесії Косенівської сільської ради проведено демонтаж погруддя Леніна. На цей момент із 12 пам'ятників та бюстів «вождю пролетаріату» у районі залишилося чотири: один пам'ятник і три погруддя[60].
8. 20 листопада 2008 — Поліянівка. На виконання рішення виконкому сільської ради демонтовано погруддя Леніна[64].
9. 27 листопада 2008 — Киянка. Демонтовано погруддя Леніна. На цей момент у селах району знесено 10 із 12 таких пам'ятників, залишилося лише два монументи: один пам'ятник й одне погруддя[64].
10. 5 квітня 2009 — Орепи. Знесено останній в районі пам'ятник Леніну. До цього у Новоград-Волинському районі вже були демонтовані 11 скульптур Володимира Ілліча[65].

## Пошкодження пам'ятників
1. 24 жовтня 2007 — Нововоскресенське, Нововоронцовський район, Херсонська область.[66]
2. 3 квітня 2009 — Рубіжне, Луганська область.[67]
3. 24 квітня 2009 — Мирне, Сімферопольський район,  Автономна Республіка Крим.[68]
4. 8 травня 2009 — Костянтинівка, Донецька область.[69]
5. 1 червня 2009 — Канів, Черкаська область.[70]
6. 30 червня 2009 — Київ.[71]
7. 3 липня 2009 — Одеса.[72]
8. 7 листопада 2009 — Конотоп, Сумська область.[73]
9. 4 грудня 2009 — Київ.[74]
10. 11 січня 2010 — Чернігів.[75]
11. 15 січня 2010 — Київ.[76]
12. 4 лютого 2010 — Житомир[77].
13. 6 травня 2010 — Севастополь.[78]
14. 29 серпня 2010 — Кобеляки, Полтавська область.[79]
15. 18 вересня 2010 — Балабине, Запорізька область.[80]
16. 28 листопада 2010 — Херсон.[81]
17. 4 січня 2011 — Шахтарськ, Донецька область.[82]
18. 22 лютого 2011 — Бориспіль, Київська область.[83]
19. 25 квітня 2011 — Буринь, Сумська область[84].
20. 17 червня 2011 — Лебедин, Сумська область.[85]
21. 18 липня 2011 — Пільний Олексинець, Городоцький район, Хмельницька область.[86]
22. 27 вересня 2011 — Бердичів, Житомирська область.[87]
23. 19 жовтня 2011 — Бердичів, Житомирська область.[88]
24. 28 листопада 2011 — Севастополь.[89]
25. 22 лютого 2012 — Ізмаїл, Одеська область.[90]
26. 16 березня 2012 — Козятин, Вінницька область.[91]
27. 25 квітня 2012 — Кривий Ріг, Дніпропетровська область.[92]
28. 22 червня 2012 — Сімферополь, Автономна Республіка Крим.[93]
29. 23 серпня 2012 — Комсомольськ, Полтавська область.[94]
30. 7 листопада 2012 — Житомир.[95]
31. 7 листопада 2012 — Мелітополь, Запорізька область.[96]
32. 24 листопада 2012 — Дніпродзержинськ, Дніпропетровська область.[97]
33. 3 січня 2013 — Алчевськ, Луганська область.[98]
34. 17 лютого 2013 — Ізюм, Харківська область.[99]
35. 24 лютого 2013 — Жовтневе, Решетилівський район, Полтавська область. Невідомі знесли голови пам'ятниками вождю пролетаріату Володимиру Леніну і його дружині Надії Крупської.[100]
36. 2 березня 2013 — Єнакієво, Донецька область.[101]
37. 13 квітня 2013 — Комишня, Миргородський район, Полтавська область.[102]
38. 19 квітня 2013 — Одеса.[103]
39. 9 травня 2013 — Бориспіль, Київська область.[104]
40. 23 травня 2013 — Лемеші, Козелецький район, Чернігівська область. Пошкоджено лице монументу внаслідок обстрілу.[105]
41. 19 серпня 2013 — Бердичів, Житомирська область. На території колишнього Шкіроб'єднання пам'ятнику Леніну знесли голову.[106]
42. 14 жовтня 2013 — Дніпродзержинськ, Дніпропетровська область.[107]
43. 15 жовтня 2013 — Севастополь.[108]
44. 12 листопада 2013 — Мелітополь, Запорізька область.[109]
45. 13 листопада 2013 — Бердичів, Житомирська область.[110]
46. 20 листопада 2013 — Фрунзівка, Одеська область.[111]

## Демонтаж і перенесення пам'ятників
Зберігаються донині[уточнити]:
1. 2-3 серпня 2006 року. Рішенням Виконкому Одеської міськради пам'ятник Леніну перенесено з Кулікового поля до парку Савицького (колишня назва — Лен. комсомолу).[112]
2. 2007–2008 — Іванівка, Одеська область. У 2007 — на початку липня 2008 року тривало системне усунення пам'ятників Леніну на півночі Одещини[58]. Однак іванівський монумент було не усунуто, а лише перенесено із центральної площі селища. За рішенням тодішнього голови райдержадміністрації Олексія Колеснікова, монумент Леніну демонтували й перенесли в інше місце. Станом на початок липня 2013 р. пам'ятник все ще перебував у селищі Іванівка[113].

Остаточно усунуто під час Ленінопаду 2014 - 2015:
1. 22 серпня 2011 — Бориспіль. Демонтажні роботи виконані згідно з рішенням Бориспільської міської влади. Пам'ятник перенесено з центру міста на вулицю Радянську[114]. В ніч проти 9 травня пам'ятнику Леніну відбили ніс, а постамент — обмалювали[115]. Остаточно монумент знесено лише за Ленінопаду[116][117].
2. 22 серпня 2011 — Новоград-Волинський. Перенесено[118].

## Опір поваленню. Відкриття нових пам'ятників
1. 23 квітня 2009 — Новосвітлівка, Луганська область. До дня народження В. Ульянова за ініціативи КПУ було відкрито новий пам'ятник[119].
2. 23 квітня 2009 — Свердловськ (нині Довжанськ), Луганська область. До дня народження В. Ульянова за ініціативи КПУ було відкрито новий пам'ятник[119].
3. 25 липня 2013 — Лемеші, Чернігівська область. До свята хрещення Русі комуністи Чернігівщини урочисто відкрили монумент Леніну, відреставрований після суттєвого його пошкодження 19 травня 2013 року[120].
4. березень 2013 — Охтирка, Сумська область. Замість раніше демонтованого представниками ВО «Свобода» на чолі з народним депутатом Ігорем Мірошниченком — обласний комітет КПУ привіз і встановив в Охтирці один із запасних пам'ятників. Остаточно знесено під час Ленінопаду[120].
5. 8 липня 2013 — Дмитрашківка, Вінницька область. Для зібрання грошей на відновлення монумента знадобився рік[121].
6. 25 липня 2013 — Балівка, Дніпропетровська область. Відновлено монумент вже вдруге: іще у 1990-х роках пам'ятник було повністю зруйновано, але потім відновлено, а у 2011 р. — невідомі порубали його сокирами[120].

## Пам'ятники іншим комуністичним діячам та інші радянські символи
В цей же період було повалено, демонтовано чи пошкоджено низку пам'ятників іншим комуністичним діячам.
- Тернопіль. 1 жовтня 1990 демонтовано пам'ятник Карлу Марксу[122].
- Київ. 21 листопада 2008 демонтовано пам'ятник С. Косіору[123].
- Київ. 25 листопада 2009 року демонтовано пам'ятник одному з ініціаторів Голодомору 1932-1933 — Г. Петровському[124].
- Запоріжжя. 28 грудня 2010 року відбито голову у погруддя Сталіну, 31 грудня близько 23.30 пам'ятник Сталіну було підірвано невідомими. Погруддя було повністю знищенно. Новий пам'ятник запорізький обласний комітет КПУ відкрив 7 листопада 2011 року.
- Запоріжжя. 31 грудня 2010 року підірвали пам'ятник Сталіну[125]. Український музикант Орест Лютий цій події присвятив свою пісню "Взорвали бюста в саду біля обкому".

## Статистика
Упродовж 2007–2008 років демонтовано 400 пам'ятників більшовицьким діячам 1930-1940-х і змінено 3 000 топографічних назв, пов'язаних із радянським тоталітарним режимом.
Станом на 1 листопада 2009 загалом по Україні від початку 1990-х демонтовано 1168 пам'ятних знаків діячам, явищам та подіям комуністичної доби, з них у 2005-2008 — 594. Найбільшу кількість символів тоталітаризму — 300 пам'ятників і пам'ятних знаків демонтовано у Львівській області (до 1991 — 246, у 1991-2009 — 54) та у Рівненській — 283 (у 1996), на Волині — 90, на Вінниччині — 69, на Хмельниччині — 72.
За іншими підрахунками, було знесено понад 3200 скульптур.
Починаючи з 2007 року, у населених пунктах Новоград-Волинського району, відповідно до рішень сесій сільських рад та за сприяння районної влади, проводилися роботи по демонтажу пам'ятників та погрудь Леніну. Із 12 пам'ятників та бюстів «вождю пролетаріату» у Новоград-Волинському районі станом на кінець вересня 2008 року залишилося чотири: один пам'ятник і три погруддя. Отже, усунуто вісім монументів Леніну.
За словами заступника губернатора Сумської області Олега Медуниці, за півроку (2008 рік) у регіоні демонтували 28 монументів. Пам'ятників Леніну не менше 100 залишилося, за іншими тодішніми даними — приблизно 140.
Окрім того, починаючи з 2008 року в Сумській області невідомим чином звалилося понад 7 пам'ятників Ульянову .